# Vinná klobása

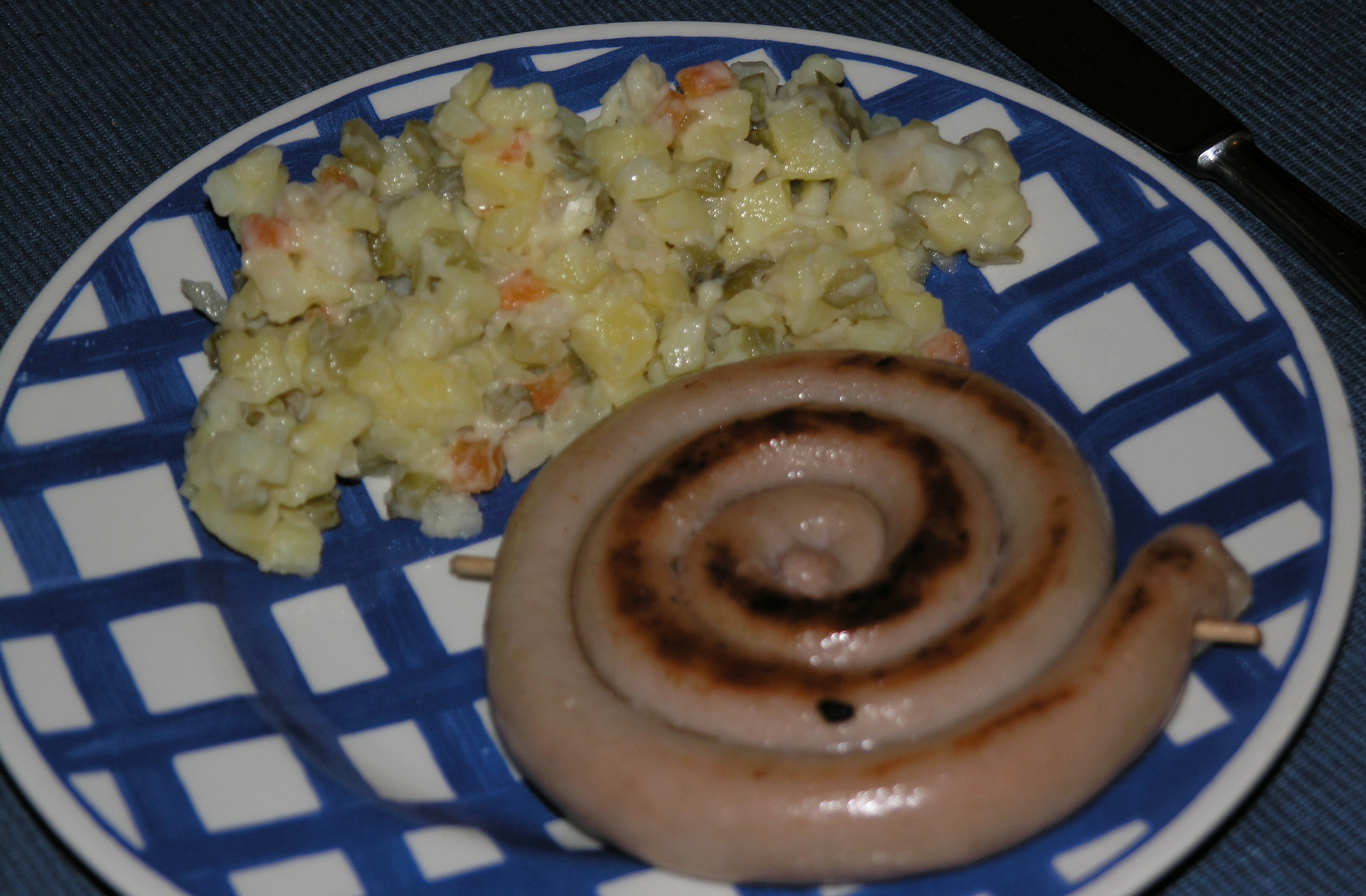
Vinná klobása s bramborovým salátem

Vinná klobása je tradiční český masný výrobek, příbuzný bavorské bílé klobáse. Vyrábí se z vepřového, někdy i telecího masa, které se jemně umele, přidají se rohlíky namočené v mléce, bílé víno, muškátový květ a citrónová kůra. Hmota se naplní do přírodního střívka. Klobásy nejsou tepelně opracované, proto se musejí co nejdříve zkonzumovat. Nejčastěji se stočí do spirály, která se zajistí špejlí a opeče na rozpáleném tuku. Někdy se spirály nejprve vaří ve vodě, a pak krátce osmaží. Protože vznikne červené kolo připomínající Slunce, bývá vinná klobása tradičním vánočním jídlem jako oslava slunovratu.